# Prevalje pod Krimom
Prevalje pod Krimom este o localitate din comuna Brezovica, Slovenia, cu o populație de 185 de locuitori.